# Sergio Méndez
Sergio Méndez (Santa Elena, 14 febbraio 1942 – 18 dicembre 1978) è stato un calciatore salvadoregno, di ruolo centrocampista.

## Carriera
Prese parte con la Nazionale salvadoregna ai Giochi Olimpici del 1968 e ai Mondiali del 1970.
Morì in un incidente stradale nel 1978.

## Palmarès

### Club

#### Competizioni nazionali
- Campionato salvadoregno: 2

Águila: 1964, 1967-1968